# William Mulliken
William Danforth Mulliken dit « Bill » Mulliken, né le 27 août 1939 à Urbana en Illinois aux États-Unis et mort le 17 juillet 2014, est un nageur américain qui a remporté la médaille d'or olympique dans la discipline du 200 mètres brasse à l'occasion des Jeux olympiques d'été de 1960 à Rome.

## Biographie
En 1960, il remporte la médaille d'or olympique au 200 m brasse après avoir remporté les trois courses auxquelles il a pris part. Lors de la finale, il fait un temps de 2 min 37 s 4, ce qui lui suffit pour remporter la première place.

## Résultats

### Jeux olympiques
- 1960
  - 1er 200 mètres brasse